# 상산군부인 송씨

은언군과 상산군부인의 묘비

상산군부인 송씨(常山郡夫人 宋氏, 1753년 10월 15일 ~ 1801년 4월 4일)은 조선후기의 왕족이자 천주교 순교자로, 사도세자의 서자 은언군 이인(恩彦君 李姻)의 정실 부인이다. 천주교에 귀의하여 마리아라는 영세명을 얻기도 하였다. 홍국영의 누이 원빈 홍씨의 양자인 상계군 이담의 친어머니이다. 친정어머니는 능양군의 넷째 외삼촌 구굉의 후손이었다. 본관은 진천이다.
아들 상계군 이담이 홍국영에 의해 원빈 홍씨의 양자가 된 일로 역적으로 지목받고 의문의 죽음을 당했다. 양제궁 나인 서경의의 외조모 조씨 노인과 강완숙 골룸바 등의 전도로 며느리 평산군부인 신씨와 함께 천주교에 입교, 영세를 받고 마리아라는 세례명을 얻었다. 이때 며느리 평산군부인 신씨도 세례명을 마리아라 하여 그를 송마리아, 맏며느리 평산군부인 신씨는 신마리아라 부른다.
1801년(순조 1) 주문모 등의 피난처를 제공했다가 발각되고 천주교를 신봉한다는 것이 밝혀져 정순왕후의 명으로 며느리 평산군부인 신씨와 함께 사사당했다. 철종 즉위 후 복권되었다.
한때 그가 철종의 친할머니로 알려졌지만 대한민국 정부수립 후 전산군부인 이씨의 묘소가 김포군에서 우연히 발견되고, 1970년대 이후 국사편찬위원회와 한국학중앙연구원 등에서 조선의 사서를 한글로 국역하는 과정에서 그가 철종의 친할머니는 아닌 것이 드러났다. 6.25 전쟁 중 근처에 주둔하던 영국군에 의해 묘소가 훼손되어 서울시 은평구 진관외동 이말산에 있던 묘소는 실전되었고, 묘비는 1989년 9월 7대손 이우용이 기증, 절두산 천주교 성지로 옮겨졌다.

## 생애

### 출생과 가계
진천송씨 참봉 송낙휴(宋樂休)와 구선원(具善元)의 딸 능성 구씨의 딸이다. 증조부 송수량은 음서로 관직에 올라 선공감감역으로 시작해 군수에 이르렀다. 고조부 송창(宋昌)은 도승지 공조판서 한성부 판윤을 지내고 사후 증 의정부좌찬성에 추증되었지만 본부인에게서 아들이 없고, 첩에게만 서자들이 있어서 자신의 사촌 송정(宋晶)의 아들들 중 한 명인 5촌 조카 송수량을 양자로 삼았고, 송수량은 상산군부인의 증조부가 된다.
친정 형제로는 송문교, 송문노가 있었다.
외할아버지 구선원은 영응대군의 딸 길안현주와 구수영(具壽永) 내외의 8대손, 정원군부인 인헌왕후 구씨의 친정아버지 구사맹의 넷째 아들 구굉의 5대손으로, 조선 영조, 정조 때의 무신 출신 정승 구선복, 무신 구선행(具善行) 등과 사촌간이다. 구선복은 사도세자가 뒤주에 갇혔을 때 뒤주를 지켰던 인물이었다. 후에 1792년 5월 5일 서유린(徐有隣)은 그를 탄핵하는 상소문에서, 세자가 뒤주에 갇힌 날 흉패한 짓을 했다고 하는데 이유는 밝히지 않고 있다. 외삼촌 구명겸과 외재종조부 구선복 등은 후일 그녀의 아들 상계군 이담과 연관되어 사형당한다.
1765년 은언군과 혼인하였다. 아들 상계군 담, 창순, 창덕, 풍계군 당, 청주한씨 한각신에게 출가한 딸 등 4남 1녀를 두었고, 창순, 창덕은 어려서 요절했다. 은언군의 첩 전산군부인 이씨의 묘가 경기도 김포에서 발견되기 전까지는 철종의 생부 전계대원군이 그녀의 셋째 아들인 것으로 오인되었다.

### 생애 초반
김문근이 쓴 묘비명은 해방 이전에 이미 상당부분 인멸된 상태였지만, 묘지명에 의하면 그녀는 몸이 아프더라도 따뜻한 솜털옷 등을 일절 가까이 하지 않았고, 원릉(영조)와 현륭원(사도세자)의 기일을 전후해서는 음식을 입에 대지 않고, 고인을 추모하였다며 충효대절과 검소하다고 평하였다. 또한 김문근의 묘지명에 의하면 그는 하늘의 뜻에 어긋날까 스스로 드러내지 않고 조용했다 한다.
1771년(영조 47) 남편 은언군, 시동생 은신군이 상인에게 진 빚이 영조에게 알려져 이 일로 남편 은언군은 친동생 은신군과 제주도로 유배됐다. 이때 은언군은 장인인 송낙휴(宋樂休)가 잘 인도하지 못했다며 영조는 그녀의 친정아버지 송낙휴에게도 책임을 물어 변방으로 유배보냈다가 얼마 뒤 풀려났다.
한편 상계군 담이 홍국영에 의해 원빈 홍씨의 양자로 추대되었다가 당시 정조는 20대의 나이라, 국본을 뒤흔드는 역모로 몰렸다. 1786년 11월 아들 상계군이 독약을 마시고 의문의 죽음을 당했다. 그런데 그의 친정아버지 송낙휴는 오히려 상계군이 파양당한 뒤에 원망을 품는 듯한 태도를 보였다고 고변하기도 한다. 동시에 그녀의 아들 상계군 담을 왕세자로 추대하려던 사건에 연루된 친정 외삼촌 구명겸과 외재종조부 구선복 등이 처형당하고 그녀의 외가는 처벌되었다.
은언군 인은 강화도로 유배되었고, 이후 그는 작호를 박탈당하고 송씨도 아닌 역적 인의 처 송성(宋姓)으로 격하되었다. 그는 며느리 평산군부인 신씨와 한성부 종로방 전동(磚洞, 현재의 서울특별시 종로구 수송동 혹은 서울특별시 종로구 송현동의 일부)에 있던 양제궁으로 옮겨가 거주하였다. 이후 당대의 사람들은 양제궁을 폐궁(廢宮)이라 조롱하였다. 양제궁이 있던 전동 동네에는 홍익만 안토니오 (洪翼萬 Anthony)의 집이 근처에 있었다.

### 천주교 입교
그는 그때그때 환란을 당하여서도 한번도 근심스러운 빛을 보이지 않았고 탄식하는 말도 없었다. 그리고 언제나 집안일을 보살펴 마땅하게 처리했다. 뒤에 그의 묘비명에는 은언군이 어려운 일을 당하여서도 항상 바로 처할 수 있었음에는 부인의 공이 컸다고 평가했다.
양제궁에서 생활하던 중 양제궁 나인 서경의의 외할머니 조씨 노인의 권고로 천주교를 접하였다.
한성에 남아있던 그는 맏며느리 군부인 신씨와 함께 천주교에 귀의하여 1794년 청나라 신부 주문모로부터 마리아 라는 영세명을 얻기도 하였다. 천주교의 여성회장이던 골룸바 강완숙(姜完淑)에게 교리를 배우고, 1795년(정조 18) 강완숙의 인도로 청나라 신부 주문모(周文謨)로부터 영세를 받고, 며느리와 함께 각각 마리아라는 세례명을 받았다. 따라서 그를 송마리아라고도 부른다.
송씨와 신씨는 강완숙(姜完淑) 골룸바의 집을 방문하여 미사에 참석하고 강론을 들었다. 이후 강완숙 골룸바, 김연이(金連伊) 율리아나 등이 양제궁을 찾아 강론하였다. 송씨와 신씨는 조선인 천주교회 교리 연구 단체인 명도회(明道會)에도 참여하였고, 종종 주문모 신부를 초청하여 강론을 들었으며, 양제궁에 딸린 시종과 궁인들도 이때 세례를 받고 천주교에 입교하는 이들이 있었다. 1798년 그는 양제궁의 나인 강경복(교명은 수산나)을 천주교에 입교시키고 교리를 배우게 했다.

### 천주교 박해와 최후
1801년(순조 1) 2월 신유박해가 발생, 조정의 천주교도 체포령이 떨어지자 그는 청나라 사제인 주문모 신부에게 왕실의 양제궁을 은신처로 제공하였다. 이는 누군가에 의해 왕실에 제보되었는데, 1801년(순조 1) 3월 12일 주문모는 조선인 천주교도들이 체포되어 고문당하는 것을 보고 스스로 의금부에 자수하였다. 천주교 신봉 의혹을 받던 양제궁 역시 수색되고 송씨와 신씨는 압송되었다.
양제궁의 궁녀, 하인들을 의금부에서 체포하여 투옥, 고문하는 과정에서 양제궁 궁인인 서경의(徐景儀)의 자백으로 상산군부인 송씨와 평산군부인 신씨가 천주교에 입교한 것이 밝혀졌다. 정순왕후는 바로 재판과 심문 없이 송씨와 며느리 신씨에게 사약을 내릴 것을 명한다.
선조(先祖)께서는 이 죄인들에 대해 처음부터 끝까지 온전한 은혜를 베푸셨는데, 그 권속(眷屬)들이 이번에 부범(負犯)한 것에 이르러서는 크게 풍화(風化)에 관계되니, 단지 그 죄를 죄주어 다른 사람들을 징계함이 마땅하다. 그 집안이 이미 국가의 의친(懿親)에 관계되지만, 먼저 이 무리로부터 법을 적용한 후에야 여항(閭巷)의 필서(匹庶)들이 방헌(邦憲)이 있음을 알고 징계되어 두려워하는 바가 있을 것이니, 경들이 청한 것을 윤종(允從)하지 않을 수 없다.— 정순왕후의 언문 전교

강화부(江華府)에 안치(安置)한 죄인 인의 처 송성(宋姓) 등은 고부(姑婦)가 모두 사학에 빠져서 외인(外人)의 흉추(凶醜)와 왕래하여 서로 만났으며, 방금(邦禁)이 엄중함을 두려워함이 없이 방자하게 그 집안에 숨겨 주었으니, 그 부범(負犯)한 죄를 논하면 하루도 천지 사이에 용납할 수가 없다. 이에 아울러 사사(賜死)한다. 또 주문모의 공사(供辭) 가운데 김건순(金建淳)·강이천(姜彛天)·김여(金鑢)·김이백(金履白) 등 여러 사람들은 서로 모여서 전법(傳法)했다는 말이 있었으니, 아울러 발포(發捕)하도록 하라.— 정순왕후의 지시

그해 3월 16일 사사(賜死) 명령을 받고 4월 4일 사사되었다. 그리스도교 교리상 자살은 지옥에 가는 죄가 되어 상산군부인 송씨와 며느리 평산군부인 신씨는 독약을 마시는 것을 거부하자, 의금부의 포졸들 몇 명이서 달려들어 강제로 사약을 부었다.
강화도에 있던 남편 은언군 이인은 조정 관료들의 거듭된 탄핵, 공격을 받다가 5월 30일 사약을 받고 사사되었다. 은언군이 사사된 뒤, 경기도 양주군 신혈면(神穴面) 진관리(津寬里, 현 서울특별시 은평구 진관외동) 산 78-1번지인 북한산의 지산 이말산(莉茉山) 유좌(酉坐) 언덕, 은언군의 묘소 오른쪽에 합장되었다. 후일 연성공업고등학교(은평메디텍고등학교로 개명) 뒷산이었다. 그러나 은언군과 본부인 송씨의 묘는 6.25 전쟁 중 실전되었다.

### 사후
상산군부인 송씨와 며느리 평산군부인 신씨의 순교에 대해 가톨릭 파리외방전교회 소속 신부로 당시 조선과 청나라 지역을 오고 가던 클라우드 달레(Claude Dallet)는  <한국천주교회사>에 이들의 순교와 명성이 박해받는 교회에 크나 큰 격려가 되었다고 기록하였다.
1849년 은언군의 손자 철종(元範)이 즉위하자 신원되었다. 철종 이원범은 남편 은언군의 첩 전산군부인 이씨의 둘째아들인 전계대원군 이광의 서자였는데, 헌종에게 자녀가 없어서 강화도에 있던 원범이 즉위하게 되었다. 복권 후 김문근이 그녀의 묘지명(墓誌銘) 은언군부인송씨묘지(恩彦君夫人宋氏墓誌)를 썼다. 그러나 후대에 인멸되었고 대한민국 수립 초기에 탁본한 것도 글자가 대부분 인멸된 상태였다.
철종 즉위 직후, 그리고 철종때와 고종 때 남편 은언군 이인 관련 자료들, 아들 상계군 이담이 역적으로 몰린 것에 대한 관련 자료, 송마리아와 신마리아 등에 대한 조선왕조실록, 승정원일기, 일성록 기사 및 관련 기록, 체포, 국문 등에 대한 기록들을 대량으로 세초, 먹줄, 파기해버려 대부분 인멸되었다.
1914년에 와서 은언군 묘소 주변에 개인의 묘소들이 많이 설치되었는데, 1914년 4월 1일 은언군의 후손인 이완용은 은언군 묘소 주변의 땅을 타인에게 매각하였다. 한편 그의 묘비석은 후일 1989년 9월 26일 후손 이우용이 천주교에 기증, 절두산으로 이송되었다.
은언군과 본부인인 상산군부인 송씨의 묘소는 6.25 전쟁 중 실전되었다. 은언군 묘소 홍살문과 사당은 1951년 1.4 후퇴 당시 영국군이 숙영하면서 묘소 홍살문과 사당을 뜯어서 땔감으로 써 사라지게 되었다. 묘소 근처 서울시 은평구 진관외동 145번지 주변에 세워진 신도비각 역시 실전되었다. 비석은 1989년 9월 7대손 이우용이 기증, 서울특별시 마포구 합정동 96-1번지 절두산의 절두산 천주교 성지 내, 남종삼 동상과 순교사적비 옆으로 옮겨졌다.

## 가계
상계군 이담을 추대하려 했다는 의혹을 받고 처형된 구선복은 그의 외할아버지 구선원의 일족이었다. 외삼촌 구명겸은 자신의 아들 중 한명을 6촌 구이겸의 양자로 입양보냈다.
- 남편: 은언군 이인(恩彦君 李䄄, 1754년 5월 29일 ~ 1801년 6월 30일)
  - 장남 : 상계군 이담(常溪君 李湛, 1769년 1월 21일 ~ 1786년 11월 20일)
  - 장자부 : 군부인 신씨, 신마리아(1770년 6월 13일 - 1801년 4월 4일), 천주교를 신봉하였다 하여 사사되었다.
    - 손자 : 익평군 이희(益平君 李曦, 1824 ~ 1863), 풍계군의 서자[8]

  - 며느리 : 이름 미상,[9]
  - 차남 : 이창순(李昌順, 생몰년미상)
  - 삼남 : 이창덕(李昌德, 생몰년 미상)
  - 4남 : 풍계군 이당(豊溪君 李塘, 1783년 - 1826년), 삼촌 은전군의 양자로 감
  - 딸 : 전주이씨(? - 1872년 4월 4일)
  - 사위 : 한각신(韓覺新, 1795년 2월 28일 ~ 1853년 8월 14일)
    - 외손자 : 한응국, 한계신의 양자로 출계
    - 양외손자 : 한응필(1832년 12월 14일 ~ 1883년 12월 1일), 생부는 한매신
- 남편의 첩: 이름 미상(? ~ 1821년 12월 26일)
  - 서자 : 이성득(李成得, 1775년 ~ 1817년 11월 27일)[10]
  - 서자 : 이철득(李鐵得, 1780년 ~ ?)[11]
- 남편의 첩: 전산군부인 이씨(全山郡夫 李氏, 1764 ~ 1819)
  - 서자 : 요절
  - 서자 : 전계대원군 이광(全溪大院君 李壙, 1785년? ~ 1841년)
    - 서며느리 : 완양부대부인 최씨(完陽府大夫人 崔氏, 1804 ~ 1840)[12]
      - 손자: 회평군 원경(懷平君 元慶, 1827년 - 1844년)
      - 손자: 영평군 욱(永平君 昱, 1828년 - 1901년)

    - 서며느리: 용성부대부인 염씨(龍城府大夫人 廉氏, 1793 ~ 1863)[13]
      - 손자: 철종 원범(哲宗 元範, 1831년 - 1863년)

- 친정아버지 : 송낙휴(宋樂休, 1732년 - 1799년)
- 친정어머니 : 능성 구씨(綾城 具氏, 생몰년 미상)
  - 친정오라비 : 송문교(宋文敎)
  - 친정올케 : 덕수이씨, 송문교의 부인
  - 친정오라비 : 송문노    (사촌)문준 문건 문전 (자매) 2인
- 친정증조부 : 송수량(宋秀良, 1666년 - 1728년)
  - 친정 삼촌 : 송익휴(宋翼休)
  - 친정 삼촌 : 송철휴
- 외조부 : 구선장(具善長)
  - 외삼촌 : 구명겸(具明謙, 1737년 - 1786년 12월 9일), 구선복과 같이 상계군 관련자로 지목되어 효시되었다.

## 같이 보기
- 은언군
- 천주교
- 주문모
- 절두산 순교 성지
- 신유사옥
- 상계군
- 송창
- 평산군부인
- 전산군부인 이씨
- 정순왕후